# 永達爾
永達爾（挪威語：Jondal）是挪威的一個市镇，位於原霍達蘭郡。